# Oslo byråd
Oslos byråd, også kaldet byregeringen, er den udøvende myndighed i Oslo kommune efter princippet om parlamentarisk styreform, og står til ansvar overfor Oslo bystyre, kommunens folkevalgte forsamling.
Byrådet leder kommunens administration, indstiller til bystyret og er ansvarlig for gennemførelse af bystyrets vedtagelser. Når noget er vedtaget i bystyret, er det byrådets opgave at tilse at det bliver udført. Byrådet har også myndighed til selv at bestemme i en række sager.
Organet blev etableret i 1986 og er modelleret efter regeringen på nationalt niveau. I hele organets eksistens har udtrykket "byregeringen" ("byregjeringen" på norsk) været i normal brug som en beskrivende betegnelse på organet ved siden af det formelle navn "byrådet", og en kort periode i 2016 var "byregjeringen" også organets formelle navn. Lederen for byrådet er byrådleder, og de andre byrådsmedlemmer kaldes byråder. Byrådet kan bestå af indtil ni medlemmer. Man behøver ikke være medlem i bystyret for at blive byråd. Byrådene leder byrådafdelinger, og den politiske ledelse i byrådafdelingerne omfatter også byrådsekretærer. Hver byrådafdeling har en administrativ leder betegnet kommunaldirektør.

## Historie
Oslos byråd blev etableret i 1986 da Oslo indførte byparlamentarisme med bystyret som parlamentarisk organ og byrådet som udøvende organ efter model af regeringen. Høyre i Oslo foreslog i november 1984 at Oslo skulle have en byregering. I forslaget hed det at bystyret i fremtiden "skal udnævne en byregering med basis i bystyrets politiske flertal, efter parlamentarisk mønster". Kommuneloven i Norge bruger de lovtekniske, generelle udtryk kommuneråd og fylkesråd om organet, eftersom Oslo er både en kommune og et fylke, men kommunen selv har aldrig brugt disse udtryk; Oslo kommune har formelt brugt betegnelsen byråd siden 1986, med et kort undtagelse i 2016 hvor organet var betegnet "byregjering". I hele organets eksistens har det ofte været betegnet deskriptivt som en byregering, også i de perioder det formelle navn har været Oslo byråd, og betegnelsen er for det meste blevet brugt på en neutral måde uden partipolitiske konnotationer af forskere og repræsentanter for alle partier; betegnelsen blev f.eks. brugt i den første evaluering af ordningen i 1988 og i anden statsvidenskabelig litteratur siden 1980'erne. Betegnelsen er ofte brugt for at betegne denne type styreform generelt, også i anden byer.
Efter valget i Oslo i 2015 meddelte den nyvalgte byrådleder Raymond Johansen at byrådet ville ændre navn til Oslos byregjering. Han begrundede det med "politisk kommunikation og ansvarlighed" og ønsket om at "klargøre overfor vælgerne hvem vi er og hvilket ansvar vi har", og at vælgerne har problemer med at forstå byrådets rolle og forskellen på byrådet og bystyret. På engelsk oversattes allerede byrådet til "City Government" og byrådleder til "Governing Mayor", inspireret af blandt anden titlen "regerende borgmester" som bruges om lederen for byregeringen i Berlin. Byrådet bad i sommeren 2015 Kommuneadvokaten i Oslo om at vurdere lovligheden af en navneændring, og Kommuneadvokaten konkluderede at "Oslo kommune står frit til at betegne sit kommuneråd som 'byregjering'. Man kan ikke læse ud af loven at dette ikke skal være tilladt". 2. marts 2016 skiftede byrådet formelt navn til byregeringen efter vedtagelse i bystyret, med støtte fra Arbeiderpartiet, Miljøpartiet De Grønne, SV, Rødt og dele af Fremskrittspartiet. På det tidspunkt rettede Høyre, som da sad i den nationale regering, men ikke i byregeringen, stærk kritik mod begrebet. Harald Ivarsson Bjærger, som var bystyrerepræsentant i Oslo for Høyre i 1980'erne, påpegede i debatten at navnet var et "tredive år gammelt høyreforslag [som endeligt] får flertal i Oslo bystyre» og skrev at "i stedet for at surmule og kappes om at servere negative udtalelser om navneændring fra byråd til byregering i Oslo, burde det være vild jubel i Høyres Hus».
10. marts 2016 foreslog flertallet i Kommunelovutvalget at lovfæste navnene på enkelte folkevalgte organer så at de skal være ens i alle kommuner, mens mindretallet i udvalget var uenig. Kommunal- og moderniseringsminister Jan Tore Sanner (Høyre) gjorde det klart at han ikke vil bruge resurser på at ændre loven. Oslo kommune på sin side konkluderede at staten må lægge sag an mod Oslo kommune dersom staten er uenig i navneændringen, og at forslaget fra Kommunelovutvalget ikke ændrer noget for Oslos del. Tidligere direktør i Språkrådet Sylfest Lomheim har støttet navneændringen: "Jeg synes det er et godt valg og godt tænkt, og folk flest forstår dette meget bedre end en byråd". Også siddende direktør i Språkrådet Åse Wetås har støttet navneændringen: "Rent sproglig er 'byregering' en god idé fordi det bliver tydeligere for folk hvilken myndighed dette organ har." I april 2016 vedtog bystyret enstemmigt at gå tilbage til det gamle navn "Oslo byråd" som følge af uenigheden mellem Oslo kommune og Kommunaldepartementet om sagen.

## Byrådafdelinger
Hvert byråd er politisk leder af en byrådafdeling, som ledes administrativt af en kommunaldirektør og skal følge op på og føre tilsyn med tjenesteproduktionen og forvaltningen i kommunens etater og bedrifter. Hvert byråd har 1–3 byrådsekretærer, som sammen med byråden udgør den politiske ledelse.
1. Byrådlederens kontor
2. Byrådafdeling for arbejde, integrering og sociale tjenester
3. Byrådafdeling for byudvikling
4. Byrådafdeling for finans
5. Byrådafdeling for sundhed, ældre og borgertjenester
6. Byrådafdeling for kultur, idræt og frivillighed
7. Byrådafdeling for miljø og samfærdsel
8. Byrådafdeling for erhverv og ejerskab
9. Byrådafdeling for opvækst og kundskab

## Eksterne Henvisninger
- Officiel hjemmeside